# Парльєр (Каліфорнія)
Парльєр (англ. Parlier) — місто (англ. city) в США, в окрузі Фресно штату Каліфорнія. Населення — 14 576 осіб (2020).

## Географія
Парльєр розташований за координатами 36°36′28″ пн. ш. 119°32′37″ зх. д. / 36.60778° пн. ш. 119.54361° зх. д. (36.607804, -119.543648).  За даними Бюро перепису населення США в 2010 році місто мало площу 5,68 км², уся площа — суходіл. В 2017 році площа становила 6,00 км², уся площа — суходіл.

## Демографія
Згідно з переписом 2010 року, у місті мешкали 14 494 особи в 3297 домогосподарствах у складі 2951 родини. Густота населення становила 2551 особа/км².  Було 3494 помешкання (615/км²).
Расовий склад населення:
| - 50,0 % — білих - 1,2 % — корінних американців - 0,6 % — чорних або афроамериканців - 0,5 % — азіатів - 0,1 % — вихідців з тихоокеанських островів - 44,1 % — осіб інших рас |

До двох чи більше рас належало 3,5 %. Частка іспаномовних становила 97,5 % від усіх жителів.
За віковим діапазоном населення розподілялося таким чином: 37,1 % — особи молодші 18 років, 57,4 % — особи у віці 18—64 років, 5,5 % — особи у віці 65 років та старші. Медіана віку мешканця становила 25,1 року. На 100 осіб жіночої статі у місті припадало 104,9 чоловіків;  на 100 жінок у віці від 18 років та старших — 106,3 чоловіків також старших 18 років.
Середній дохід на одне домашнє господарство  становив 39 514 долари США (медіана — 31 335), а середній дохід на одну сім'ю — 36 932 долари (медіана — 29 881). Медіана доходів становила 26 623 долари для чоловіків та 21 572 долари для жінок. За межею бідності перебувало 42,3 % осіб, у тому числі 56,3 % дітей у віці до 18 років та 24,3 % осіб у віці 65 років та старших.
Цивільне працевлаштоване населення становило 5562 особи. Основні галузі зайнятості: сільське господарство, лісництво, риболовля — 33,5 %, виробництво — 13,5 %, освіта, охорона здоров'я та соціальна допомога — 10,9 %, оптова торгівля — 9,6 %.